# Finlândia Oriental
A Finlândia Oriental (finlandês: Itä-Suomen lääni, sueco: Östra Finlands län) foi uma das seis províncias da Finlândia desde a reforma de 1997 até 2010, sua capital era a cidade de Mikkeli.
A Finlândia Oriental faz divisa com as províncias de Oulu, Finlândia Ocidental, Finlândia Meridional e Rússia. Em 31 de dezembro de 2009, possuía mais de meio milhão de habitantes.

## História
Na reforma de 1997, quando foi reduzido o número de províncias da Finlândia de 12 para 6, as antigas províncias de Mikkeli, Kuopio e Pohjois-Karjala formaram a atual província da Finlândia Oriental.

## Regiões
A Finlândia Oriental é dividida em três regiões (nomes em finlandês e sueco, respectivamente, entre parênteses):
- Carélia do Norte (Pohjois-Karjala/ Norra Karelen)
- Savônia do Norte (Pohjois-Savo/ Norra Savolax)
- Savônia do Sul (Etelä-Savo/ Södra Savolax)

As regiões da Província Oriental estão subdivididas em 66 municípios.

## Demografia
11% dos finlandeses vivem na província da Finlândia Oriental (dados de 2005). As maiores cidades da província são Kuopio, Joensuu, a capital Mikkeli e Savonia.